# Pfarrkirche Langenlois

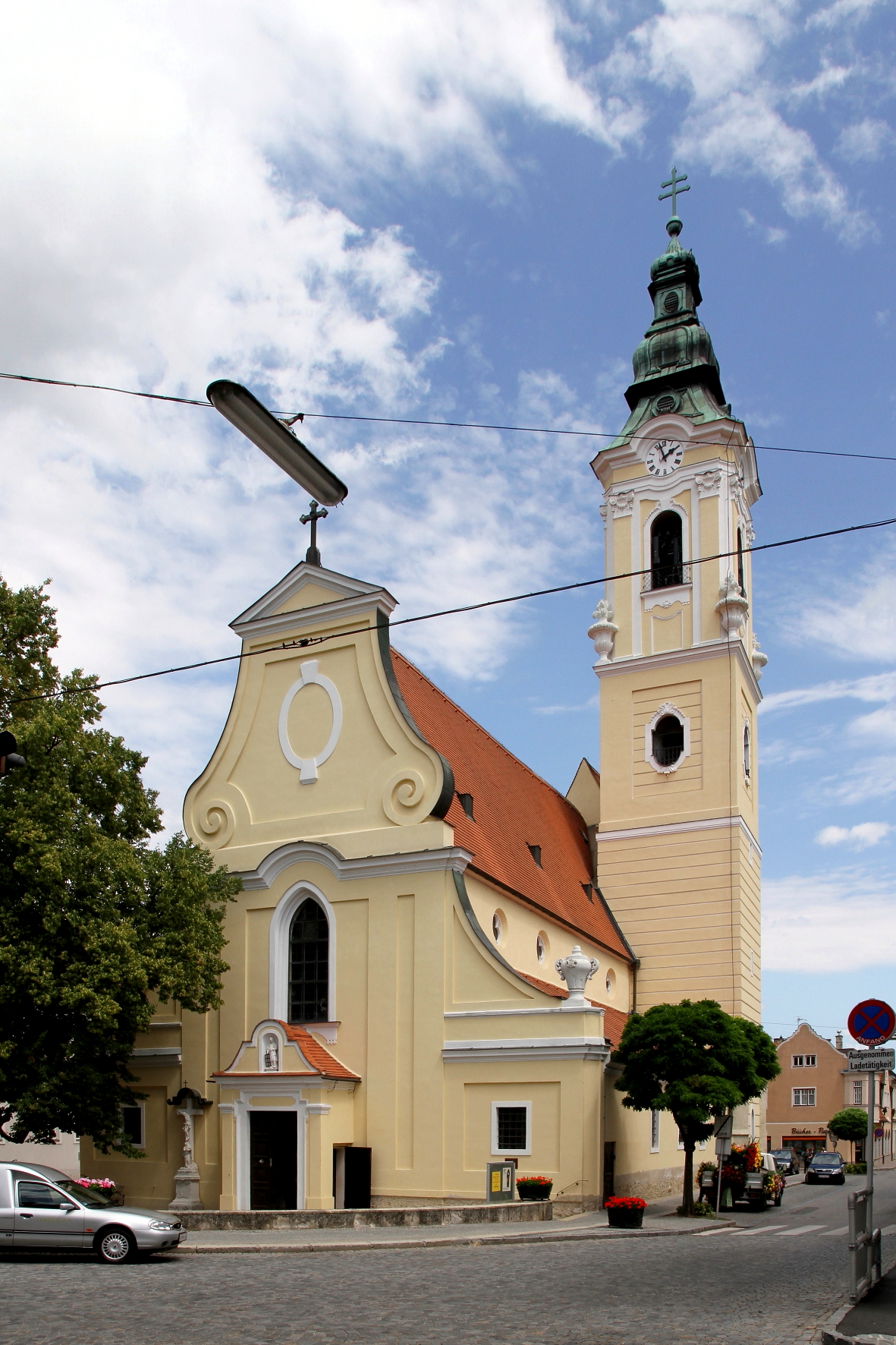
Katholische Pfarrkirche hl. Laurentius in Langenlois

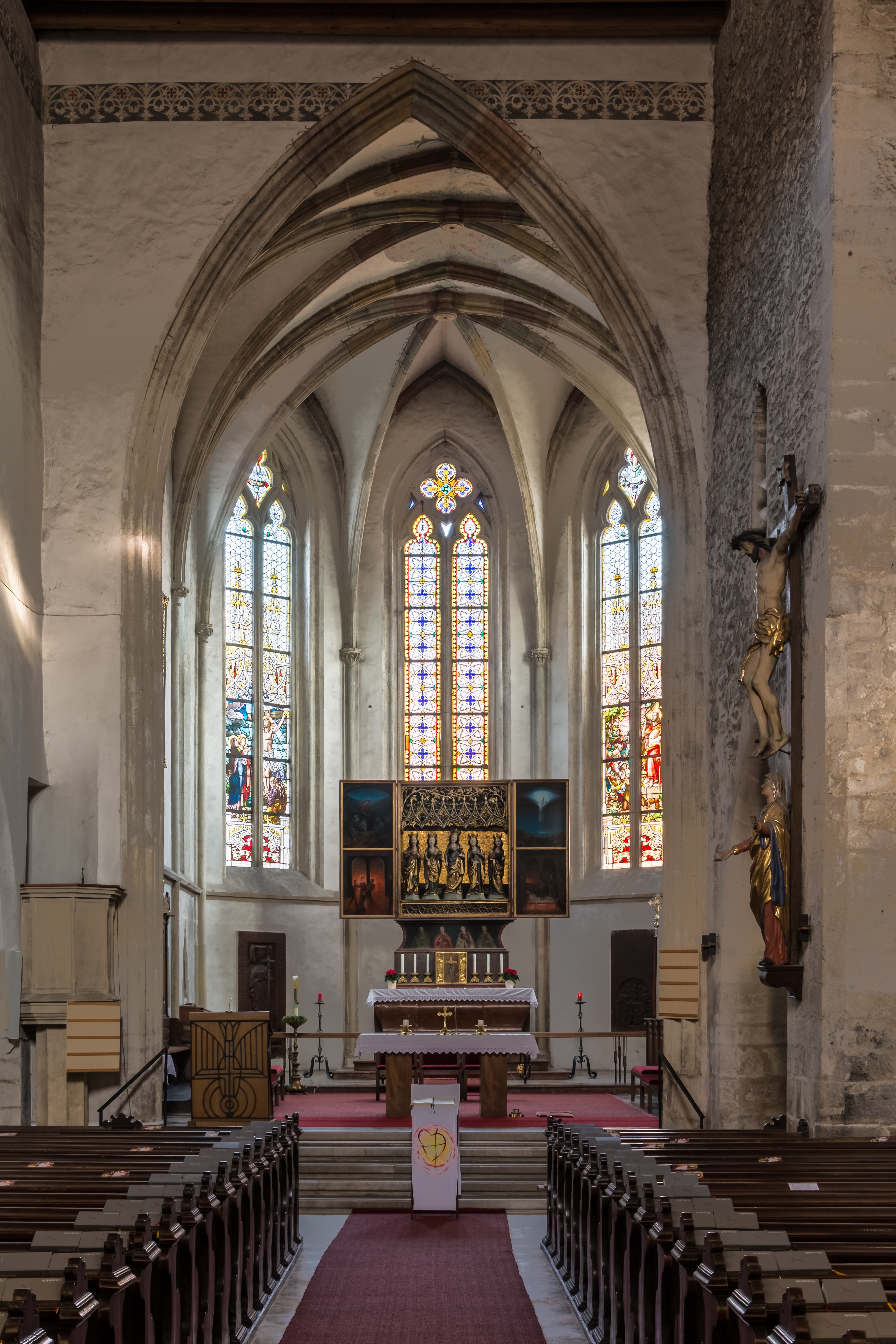
Im Mittelschiff zum Hauptchor

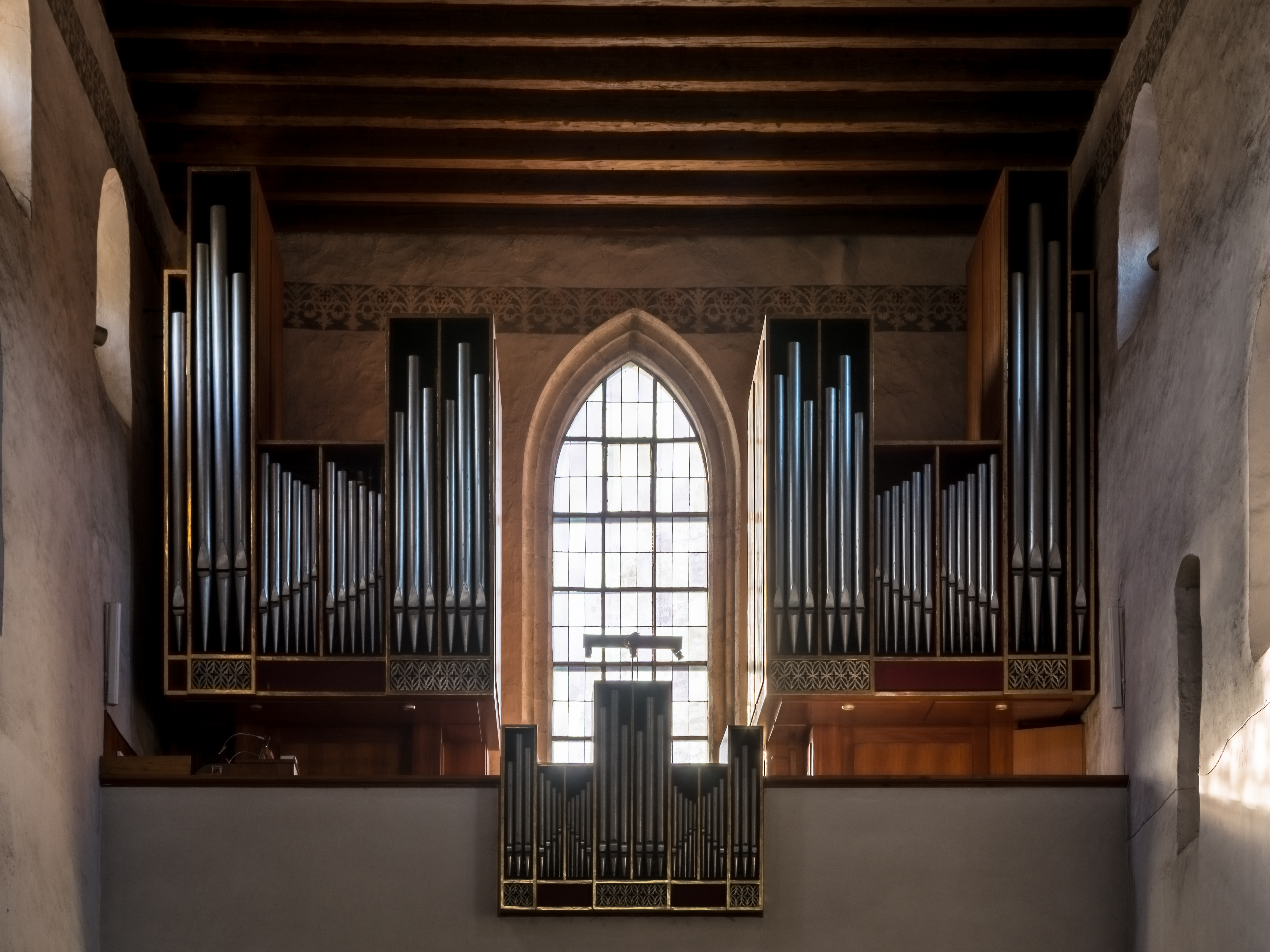
Im Mittelschiff zur Orgel

Die Pfarrkirche Langenlois steht auf dem Kirchplatz neben dem Rathaus in der Stadtgemeinde Langenlois im Bezirk Krems-Land in Niederösterreich. Die dem heiligen Laurentius von Rom geweihte römisch-katholische Pfarrkirche gehört zum Dekanat Krems in der Diözese St. Pölten. Die Kirche steht unter Denkmalschutz (Listeneintrag).

## Geschichte
Die Pfarre Langenlois besteht entsprechend ihren zwei Ortsteilen aus zwei Teilen, im Oberen Aigen steht die Filialkirche hl. Nikolaus und im Unteren Aigen die Pfarrkirche hl. Laurentius. Urkundlich wurde 1159 ein Pfarrer, aber wahrscheinlich ein herzoglicher Kaplan genannt. Um 1200 bestand ein Vikariat mit pfarrlichen Rechten als Filiale von Krems an der Donau unter dem Patronat vom Bistum Passau. Urkundlich wurde 1227 ein Pfarrer genannt.

## Architektur
Die spätromanische frühgotische Pfeilerbasilika mit einem überhöhten spätgotischen Chor hat einen barocken Südturm und barocke Anbauten.
Kirchenäußeres
Das basilikale Langhaus mit einem stark überhöhten Mittelschiff hat runde Lichtgadenfenster mit Drei- und Vierpassmaßwerk aus dem Anfang des 14. Jahrhunderts, die Seitenschiffe haben Rundbogenfenster. Die barocke Westfassade aus der Mitte des 18. Jahrhunderts wurde der Basilika vorgestellt, der mit Lisenen und Gesimsen gegliederte Mittelteil hat einen hohen Volutenaufsatz mit Giebelbekrönung zwischen niedrigen weit ausschwingenden Giebelschrägen. Der Portalvorbau zeigt Eckpilaster, Gesims- und Giebelaufsatz, im Giebel steht die Nischenfigur hl. Laurentius aus der Mitte des 18. Jahrhunderts. Im Norden des Langhauses stehen der Anbau der Herz-Jesu-Kapelle aus 1727 und der Anbau der segmentbogigen Pestkapelle aus 1777.
Der überhöhte zweijochige Chor mit einem Fünfachtelschluss mit einem umlaufenden Sockel- und Sohlbankgesims zeigt zweifach abgetreppte Strebepfeiler aus der Mitte des 14. Jahrhunderts, die zweibahnigen Maßwerkfenster wurden 1879 stark erneuert. Im Osten besteht ein Zugang zur Krypta mit einer Treppe aus der Bauzeit des Chores, der Zugang wurde 1982/1983 freigelegt.

## Ausstattung
Der Hochaltar als spätgotischer Schrein um 1500 hat einen neuen Altar, einen neuen Tabernakel und neue Flügel. Die spätgotischen Teile wurden 1954 aus dem Schloss Ambras erworben. Der ehemalige Altar stammt als sogenannter Pöggstaller Altar aus der Schlosskapelle vom Schloss Pöggstall. Die Flügel zeigen vier Ölbilder mit Szenen aus dem Leben des hl. Laurentius von Helmut Kies 1964.
Der Altar der Pestkapelle zeigt das Altarblatt Hll. Rochus, Rosalia und Sebastian als Fürbitter von Martin Johann Schmidt 1777.
Die Orgel bauten die Gebrüder Mauracher 1936.